# Les Pique-assiette (série télévisée)
Pour les articles homonymes, voir Les Pique-assiette (homonymie).
Les Pique-assiette est une série télévisée française en 26 épisodes de 26 minutes réalisée par Michel Lucker et diffusée en 1989 sur Antenne 2
avec  notamment Micheline Dax[réf. nécessaire].